# آهی تونی
 مولانا آهی تونی  از شعرای قرن نهم ه.ق در شهر تون  دیده به جهان گشود.لطفعلی بیک آذر بیگدلی  در کتاب تذکره آتشکده ی آذر در مورد مولانا آهی چنین گفته است:
« مولانا آهی که ضبط اصلی آن اهلی وفات او را به سال  ۹۳۴ه ق نوشته اند مورد حمایت سلطان حسین بایقرا تیموری قرار داشته است او از اهل تون است و هرگز اقلیم وجودش های از سلطنت خسرو و عشق نبوده است». دو بیت از اشعار آهی تونی بر جای مانده که وصف سلطان حسین بایقرا سروده است.
| دو چشم فرش آن مجلس که سازی جلوگاه آنجا  |  | به هرجا پا نهی خواهم که باشم خاک راه آنجا  |
| چه خوش بزمی است رنگین مجلس جانان چه سود |  | اما که نتوان شد سفید از شومی بخت سیاه آنجا |